# Peter-Härtling-Preis
Der Peter-Härtling-Preis ist ein Wettbewerbspreis für Kinder- und Jugendliteratur, der 1984 von der Stadt Weinheim gestiftet wurde. Er wird alle zwei Jahre mit Unterstützung des Verlags Beltz & Gelberg verliehen und war mit 5.555 Euro dotiert; seit 2013 beträgt die Dotierung 3.000 Euro.
Die Jury, der auch der Namensgeber Peter Härtling angehörte, wählt ein unveröffentlichtes Prosa-Manuskript für Kinder und Jugendliche von 10 bis 15 Jahren aus, das „sich erzählend, unterhaltend, poetisch und phantasievoll an der Wirklichkeit der Kinder oder Jugendlichen orientiert.“ Beltz & Gelberg bietet gleichzeitig an, das Buch zu veröffentlichen.

## Preisträger
Den Preis erhielt in 40 Jahren lediglich fünf Mal ein männlicher Autor.
- 1984: Karin Gündisch: Geschichten über Astrid
- 1986: Cordula Tollmien: La gatta heißt Katze; Reinhold Ziegler: Groß am Himmel
- 1988: Margaret Klare: Heute Nacht ist viel passiert
- 1990: Reinhard Burger: Der Wind und die Sterne
- 1992: Josef Holub: Der rote Nepomuk
- 1994: Ingrid Möller: Ein Schmetterling aus Surinam
- 1996: Nina Petrick: Die Regentrinkerin
- 1998: Irma Krauß: Arabella
- 2000: Regine Beckmann: Angel Mike
- 2002: Martina Wildner: Jede Menge Sternschnuppen
- 2005:  Katrin Bongard: Radio Gaga
- 2007: Christiane Thiel: Das Jahr, in dem ich 13 1/2 war
- 2009: Gabi Kreslehner: Charlottes Traum

Jurybegründung: „Scheidung und Patchwork-Familien sind heute normal, normal ist auch, dass man sich arrangieren muss. Die 15-jährige Charlotte erlebt und erzählt eine scheinbar alltägliche Geschichte: die Trennung ihrer Eltern und ihre erste große Liebe. Dabei bestechen die Leichtigkeit ihrer Erzähl-weise jenseits aller Klischees, die weitertragenden Bilder, die sich dem Leser unbedingt einprägen. Gabi Kreslehner schildert ihre überaus lebendigen und realistischen Figuren mit Witz, zugleich behände und anschaulich.“
- 2011: Salah Naoura: Matti und Sami

Jurybegründung: „Wenn alle lügen - wie weit kommt man dann mit der Wahrheit? Matti, der die kleinen und großen Lügen seiner Eltern allmählich durchschaut, versucht den angerichteten Schaden wieder gut zu machen, greift dabei zu denselben Mitteln und übertrifft seine Eltern im Nu… Mit Lakonie und einem genauen Blick auf die deutsch-finnische Seele erzählt Salah Naoura eine überraschende Sommergeschichte voller Wärme und Witz. Dass Matti und seine Eltern aus ihren Flunkereien so unbeschadet herauskommen, ist das eigentliche Wunder dieses Romans. Eine starke Familie verträgt eben starke Geschichten.“
- 2013: Nataly Savina: Love Alice

Jurybegründung: „Love Alice ist ein mutiges und gekonnt choreographiertes Manuskript. Die Autorin erspart ihren Figuren so wenig wie den Lesern. Die Freundschaft der Mädchen, die sich nach Zuwendung und Nähe sehnen und aus der Erstarrung ihrer Einsamkeit heraus kommen wollen, wird als intensiv und beglückend geschildert. Auf die Erwachsenen aber ist kein Verlass, ihre Bedürfnisse führen gar die Katastrophe herbei. Wie die Autorin dabei sämtliche Protagonisten mit ihren Sehnsüchten und Verstrickungen, ihrem Trotz und ihren Ängsten plastisch werden lässt, hat die Jury tief beeindruckt.“
- 2015: Regina Dürig: Eigentlich lieber nicht

Jurybegründung: „Das Manuskript ›Eigentlich lieber nicht‹ von Regina Dürig besticht durch seine kunstvolle Sprache und die behutsame Erzählhaltung. Indem Regina Dürig mit Leo eine unvergessliche Gestalt schildert, die wie eine Person gewordene Bindungslosigkeit erscheint, vermeidet sie die Analyse dieser Figur und lässt so der Phantasie des Lesers jede Freiheit. Mit der Erzählerin Jonna fragt sich der Leser, welche Geschichte Leo mit sich herumträgt. Man fühlt sich von seiner offensichtlichen Unabhängigkeit angezogen oder erschrickt vor seiner gespenstischen Fremdheit. Dabei spielt die Autorin geschickt mit weltliterarischen Motiven und findet jederzeit zu einer völlig eigenständigen Erzählweise.“
- 2017: Andrea Badey und Claudia Kühn: Strom auf der Tapete

Jurybegründung: „Die Autorinnen Andrea Badey und Claudia Kühn schildern eine Reise ans Ende der Welt, das in diesem Roman im Oderbruch liegt. Stilsicher, witzig und zugleich mit großem Ernst lotsen sie ihre Figuren durch die kleinen und großen Katastrophen dieses Roadmovies, durch Beinahe-Unfälle und Prügeleien mit angejahrten Dorf-Casanovas, durch Exzesse und Momente der Stille. Kann das gut gehen? ,Hier sitzen wir beide, da sind unsere Hände, übereinander', sagt Ron Robert, der Erzähler, einmal in einer Atempause: ,Und da die Schneeflocken, die Straße, die Nacht. Da draußen ist die Welt, die andere. Unsere Welt ist hier.' Es geht gut, in jeder Hinsicht, in diesem rasanten, gegenwartstrunkenen und überraschend zärtlichen Jugendroman.“
- 2019: Antje Herden: Keine halben Sachen mehr

Jurybegründung: „Meisterhaft und äußerst glaubwürdig erzählt Antje Herden, wie sich ein Junge auf der Suche nach dem richtigen Leben in einer Parallelwelt verliert. Diese Erzählung vermeidet glücklicherweise jeden pädagogischen Eifer. Sie nimmt ihre Protagonisten ernst und konfrontiert sie zugleich mit einer klaren Haltung, die aus der Geschichte heraus erwächst. Ungeheuer nuanciert und konsequent aus der Sicht von Robin erzählt, der seine Selbstironie nie verliert, führt Antje Herden den Leser durch ein echtes Leben – mit einem glänzend entworfenen, fulminanten Ende, das alles auf den Kopf stellt.“
- 2021: Juliane Pickel: Krummer Hund

Jurybegründung: „Mit großer Unmittelbarkeit und überraschendem Humor gelingt es der Autorin Juliane Pickel in ihrem Debüt, Daniels Geschichte bildintensiv und immer stimmig zu erzählen. Klischees und sicher antizipierte Stationen der Handlung werden souverän vermieden. Aus Daniels Vatersuche wird eine ungewöhnlich fesselnde Familiengeschichte, die ihm die Augen öffnet für das, was ihn zu überwältigen droht. Und dafür, wie er dagegen ankämpfen kann.“
- 2023: David Blum: Kollektorgang

Jurybegründung: „Mario erzählt seine Geschichte nach seinem eigenen Tod vom Friedhof aus und nicht ohne schwarzen Humor. Mit diesem Kunstgriff wird die bedrückende und gewalttätige Atmosphäre einer Nachwendejugend in einer ostdeutschen Großstadt äußerst lebendig und zugleich aus jenseitiger Distanz geschildert. So verbindet der Roman die allgegenwärtige Tristesse und Unsicherheit mit Hoffnung und Widerstand und diskutiert mit großer Leichtigkeit die Frage, was von einem Leben bleibt, das jäh abgebrochen wird.“